# Oasiria
Oasiria est le premier parc aquatique du Maroc, situé à Marrakech. 

## Concept
Unique en son genre au Maroc, le parc compte 7 000 m3 d’eau répartis en 5 grands bassins, piscine à vagues, espaces de jeux, toboggans, parcours d’eau, mur d'escalade et autres activités.
Il s'étend sur 10 hectares et est ouvert à l’année et propose en hiver une piscine chauffée de 300 m2.

## Attractions

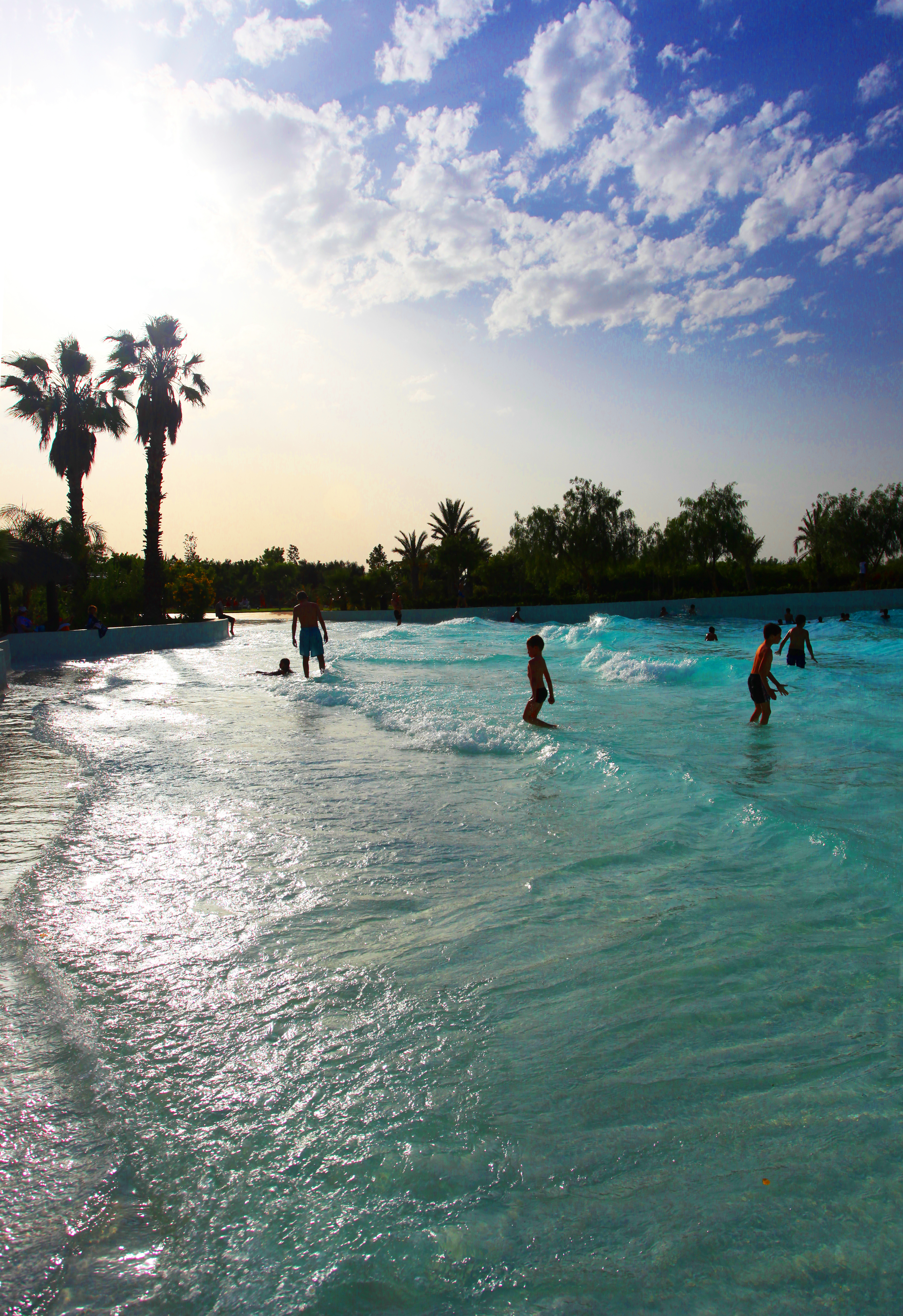
La piscine à vagues
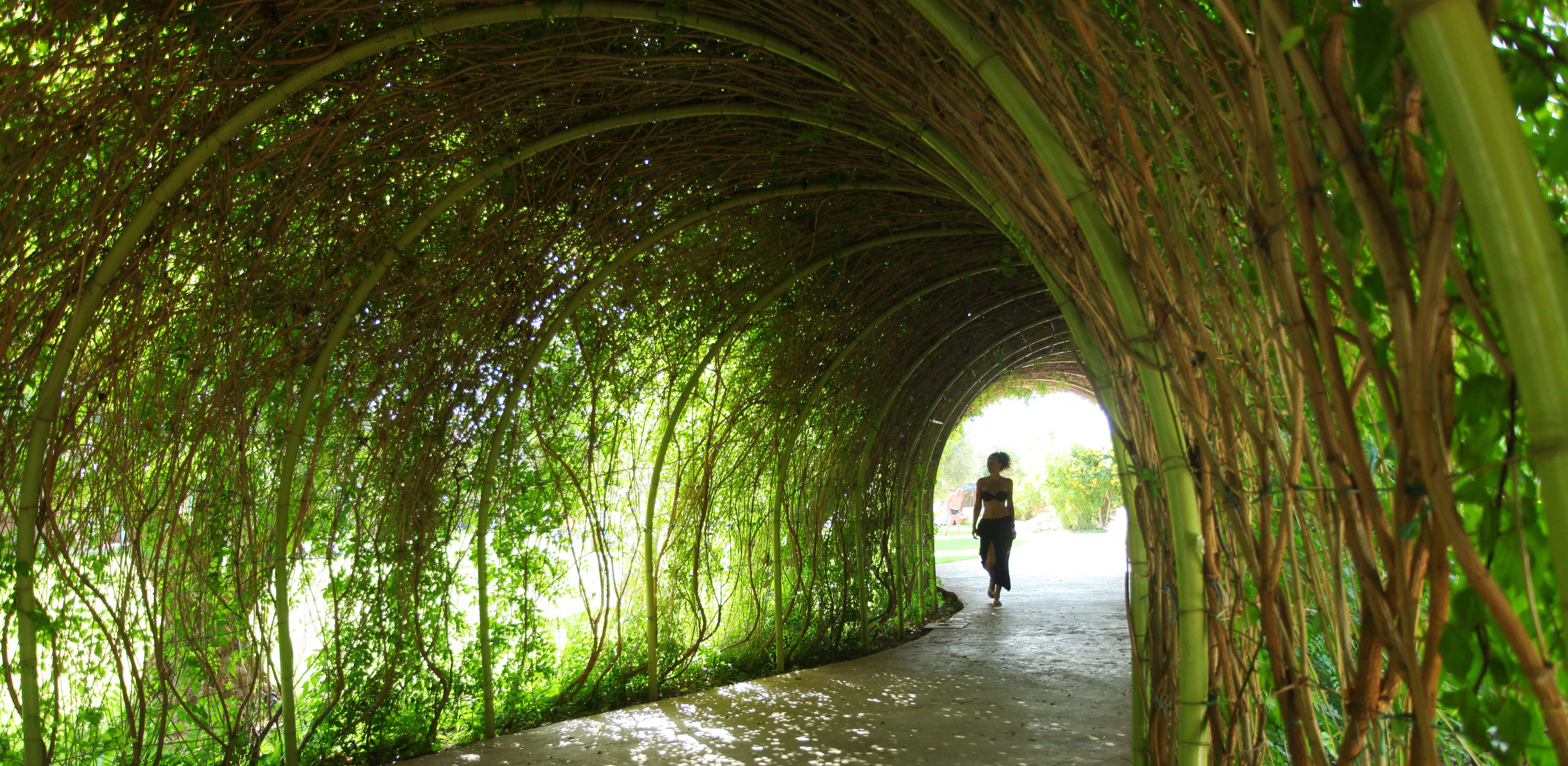
Tunnels végétaux
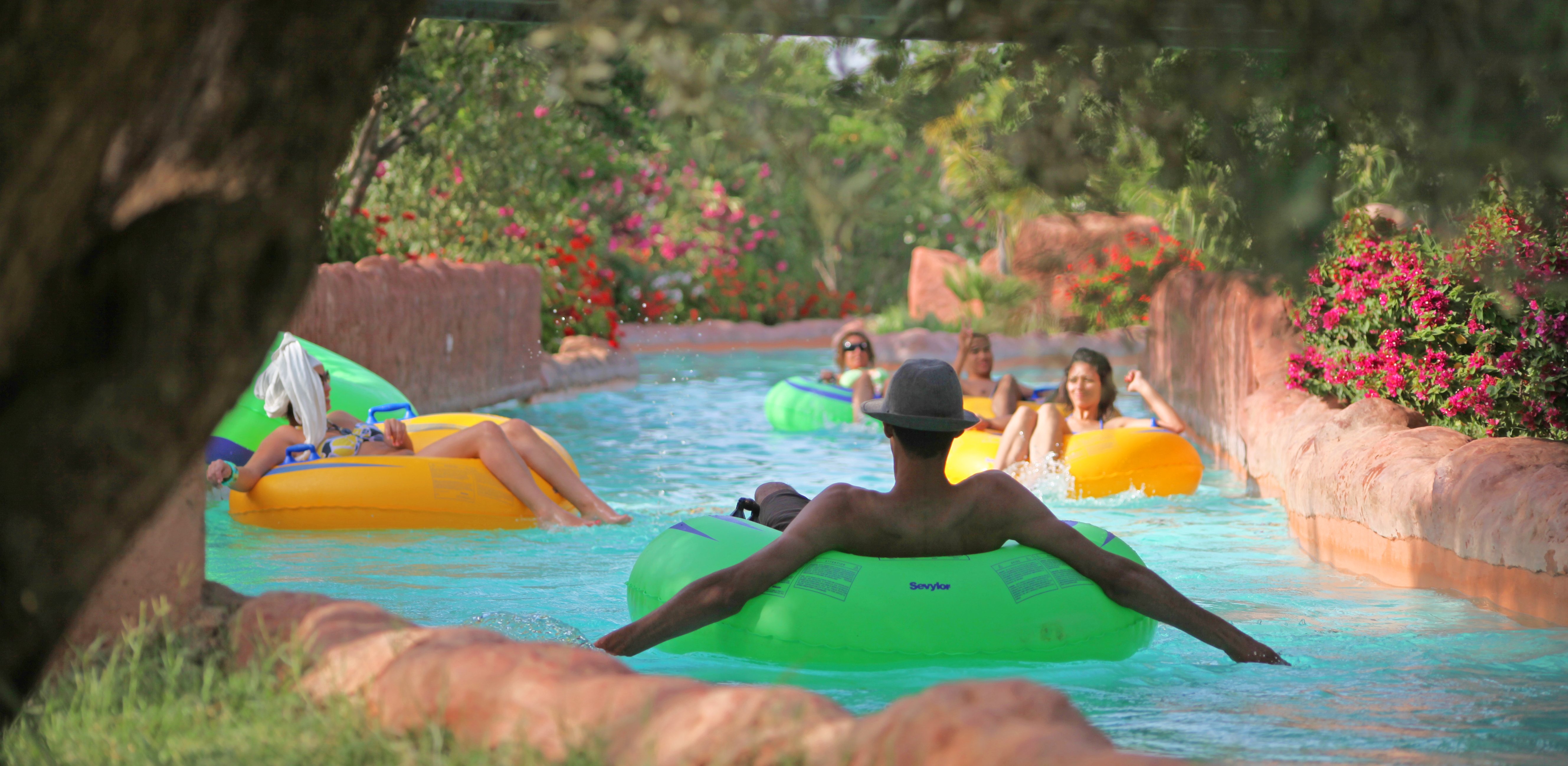
Le Rio Tranquille
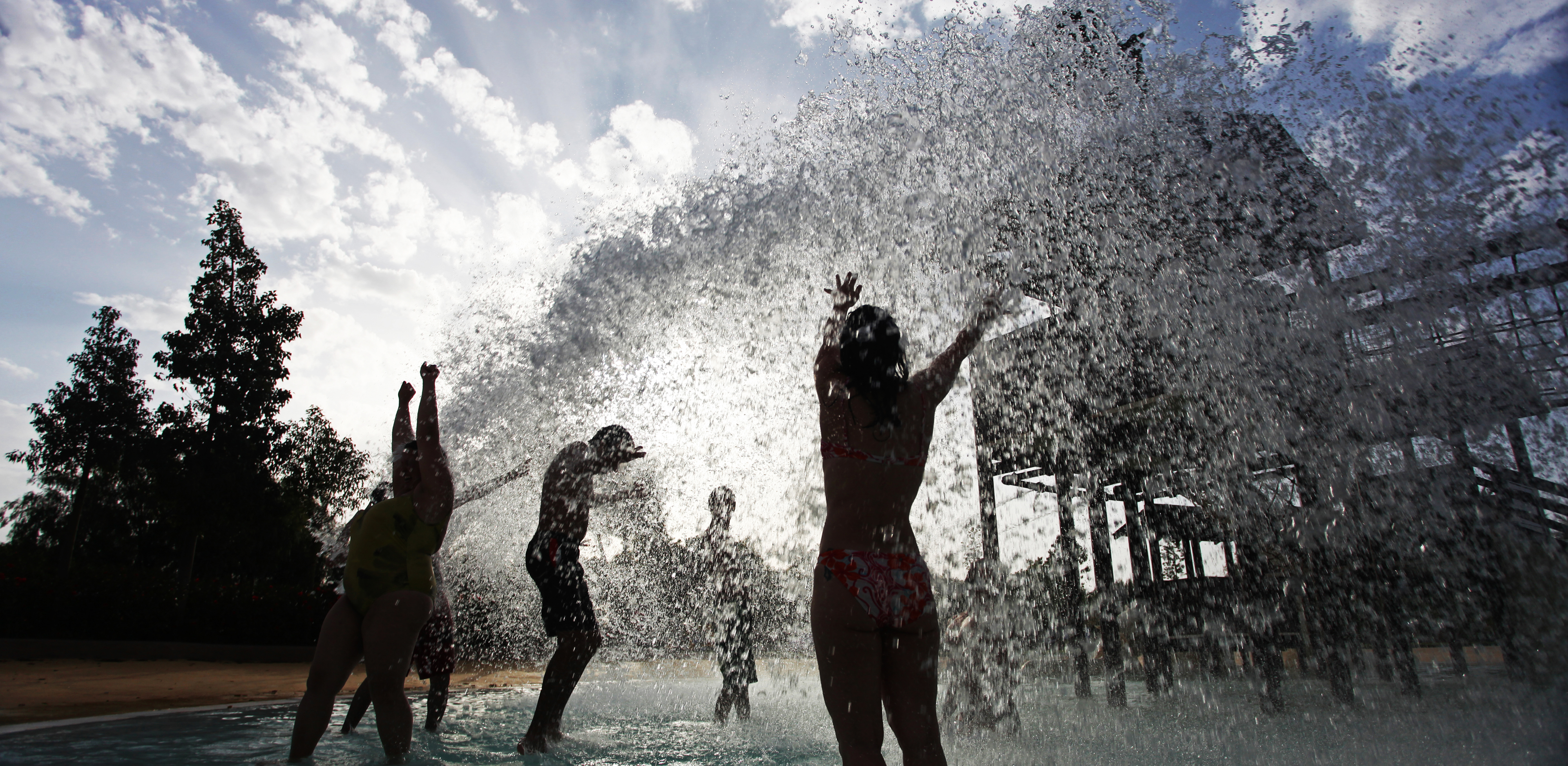
Le Seau Renversant

### Piscine à vagues
La piscine à vagues est l'attraction phare de Oasiria. C'est elle qui a inspiré au parc son slogan « la mer à Marrakech ». Elle consiste en une immense piscine de 2,7 km2 de surface, dont la profondeur varie de 0,10 à 1,80 m. Elle est capable de produire 7 types de vagues différentes.

### Toboggans
Le parc propose 5 toboggans :
- Un multi-piste comportant 6 pistes de glisse,
- Les Anaconda, Boa et Cobra, trois toboggans tortueux aux trajets différents
- Le Kamikaze, toboggan de 17 mètres de hauteur

### Rio Tranquille
Le Rio Tranquille est une rivière turquoise d'un demi-kilomètre. La navigation s'y fait sur de grandes bouées fournies, la profondeur y est d'un mètre.

### Seau Renversant
Propose également une aire de jeux pour enfants, toboggans et mini rampe d'escalade.

### Pirate Lagoon
Bassins peu profonds comprenant un bateau pirate, une pieuvre géante et trois toboggans de glisse pour enfants.

## Restauration
Le parc dispose de cinq restaurants et des hôtels.